# Charles Angélique de Rémont
Charles Angélique de Rémont est un homme politique français né le 27 mai 1776 à Arnicourt (Ardennes) et mort le 2 octobre 1864 à Sept-Fontaines (Ardennes).

## Biographie
Propriétaire, conseiller général, d'ascendance aristocratique, il est député des Ardennes de 1824 à 1827, siégeant dans la majorité soutenant les ministères de la Restauration.

## Sources
« Charles Angélique de Rémont », dans Adolphe Robert et Gaston Cougny, Dictionnaire des parlementaires français, Edgar Bourloton, 1889-1891 [détail de l’édition]